# La Grande Frime
Pour plus de détails, voir Fiche technique et Distribution.
La Grande Frime est un film français réalisé par Henry Zaphiratos et sorti en 1977.

## Fiche technique
- Titre : La Grande Frime
- Autre titre : À nous les minettes
- Réalisation : Henry Zaphiratos
- Scénario : Fabrice Zaphiratos et Henri Zaphiratos
- Photographie : Maurice Giraud et Ghislain Vidal
- Son : Gérard Faugère
- Montage : Arnaud Petit
- Directeur de production : Maurice Delbez
- Production : International Thanos Films
- Pays de production :  France
- Durée : 92 minutes
- Date de sortie : France - 30 mars 1977[1]

## Distribution
- Fabrice Zaphiratos
- Marie-Thérèse Haberlay
- Henry Renand
- Pierre Bréchignac
- Gisèle Grimm
- Roger Carel
- Bernard Lavalette
- Catherine Alcover
- Michel Melki